# 창세기전 3
창세기전 3는 1999년 12월 15일에 발매된 PC용 SRPG게임이다. 이게임은 부하와 동시에 움직여 적을 공격하는 군단 시스템과 각각의 사연을 가진채 스토리를 진행하는 30명이 육박하는 등장인물이 특징이다.

## 시반 슈미터

### 배경스토리-투르의 내전
투르력 651년, 투르제국의 술탄 쉴레이만 5세가 병사하였다. 가장 강한왕자가 술탄위를 이어받는 전통에 따라 수도 자비단은 여러왕자들과 그들의 후견인들이 벌이는 권력다툼의 피바람이 불어왔으며, 수십일간의 내전끝에 투르 최고의 실권자이자 세번에 걸쳐 재상을 역임한 '알 파라비'를 외척으로 둔 '이스파히니'왕자가 술탄의 자리를 손에 넣을 수 있었다. 그러나,진정한 전쟁은 그때부터 시작이었다.
투르의 국교인 앙그라교 최고지도자인 칼리프이자 선대 술탄의 장남이기도한 '사피 알 딘'은 배다른 동생 '이스파히니'의 술탄즉위를 인정하지 않고 앙그라교의 성도 '아드리아 노플'을 중심으로 반란을 일으키게 되었으니 술탄위를 둘러싼 왕자전쟁은 새로운 국면을 맞이하게 되었다.
어려서부터 뛰어난 재능과 용모로 최고의 왕자로 불리던 사피 알 딘은 '알 파라비' 등을 비롯한 다른 왕자들의 강한 후견인들에 의해 수많은 암살위협에 직면하게 되었으며 결국 12세의 어린나이에 여동생 셰라자드와 함께 앙그라교에 귀의하여 술탄계승권을 포기하고 말았었다.

### 등장인물

#### 살라딘
성우 - 김승준
21세. 남성. 용병대 시반 슈미터의 대장. 한족혼혈로 알려져 있으며 5년 전 16세의 나이로 용병대에 지원하여 불과 3년여만에 자신의 용병대를 투르 최강으로 성장시켰다. 특히, 그의 용병대인 시반 슈미터 특유의 비룡 아지다하카를 이용한 전격 기동 전술은 측면방어에 취약한 전차위주의 투르 정규군에게 커다란 위협이 되었으며 특히, 칼리프 사피 알 딘이 투르력 652년에 일으킨 현 술탄에 대한 반란전쟁에서 그에게 고용된 이후에는 계속하여 그에게 협력하여 술탄과의 싸움에 선봉에 서고 있다. 비슷한 연배의 사피 알 딘과는 절친한 친구 사이로 알려져 있다.

#### 마르자나
성우 - 박경혜
18세. 살라딘의 부하. 다소 다혈질인 성격의 검사. 과거에 오스만에게 자신의 고향마을이 전멸을 당한 경험이 있어 그를 매우 증오하고 있다. 살라딘과 같이 양손으로 검을 다루며, 살라딘의 스승인 기파랑으로부터 같이 검술을 배웠다. 매우 충성스러운 부하로 살라딘을 그림자처럼 따른다.

#### 발라 디 에빌아이
성우 - 정승욱
26세. 용병. 살라딘의 부하. 말이 없고 과묵한 살라딘의 부하. 침착하고 냉정함에 가까운 성격이다. 말보다는 행동으로 자신을 표현하는 듬직한 사나이.

#### 무카파
성우 - 장광
28세. 용병. 살라딘의 부하. 삼국지의 장비와 같이 뜨거운 가슴과 강력한 육체를 소유하고 있는 거한. 격한 감정의 이면에는 순진성이 숨어있다.

#### 이븐 시나
성우 - 최재호
21세. 천민 출신의 학자. 초반에는 술탄 측의 예니체리인 오스만 누리파샤의 참모였으나, 천민 을 학대하는 그에게 환멸을 느끼고 살라딘의 참모가 된다. 감정을 잘 드러내지 않지만, 차갑지는 않고 오히려 따뜻한 인상의 인물로, 언제나 차분하고 정확한 판단을 내려서 살라딘을 돕는다. 참모로서뿐 아니라 외교관으로서의 능력도 좋은 달변가로, 후에 한 제국과의 협상에서 큰 공을 세우게 된다.
스토리 막바지에 이르면 시즈(베라모드의 수하, 뜻을 이루기 위한 안배인)로 나온다.

#### 세라자드
성우 - 윤소라
19세. 투르의 여성 성직자로 사피 알 딘의 여동생이다. 그녀는 어려서 왕위 계승권 싸움에서 암살의 위협을 받아, 사피 알 딘이 그녀를 데리고 함께 종교에 귀의하게 되었다. 자비심이 깊고 헌신적인 성직자로, 주변의 존경과 국민의 인기를 한 몸에 받고 있다. 최근에는 각지의 어려운 사람들을 돕기 위해 투르의 여러 곳을 다니며 봉사하고 있다.
챕터 막바지에 주인공인 살라딘의 동생 버몬트에 의해 자결을 택하는 비운의 여주인공

#### 아두스 베이
성우 - 김준
36세. 암살자. 셰라자드의 개인 경호원. 셰라자드를 헌신적으로 경호한다. 셰라자드 구출작전에서 살라딘과 인연을 맺게 된 다음부터는 살라딘을 제 2의 주군과 같이 따른다.

#### 사피 알 딘
성우 - 이정구
24세. 세습에 얽매이지 않는 자유로운 사고방식과 거대한 카리스마, 뜨거운 가슴의 소유자이다. 전 술탄인 쉴레이만 5세의 장남으로 태어났던 사피 알 딘은 어려서 모후를 잃었으며, 힘없는 외가세력을 가졌던 덕분에 뛰어난 재능에도 불구하고 알 파라비를 비롯한 다른 왕자들의 강한 후견인들에 의해 어려서부터 수많은 암살위협에 직면해야 했으며 여동생 셰라자드마저 암살의 위기에 처하자 결국 동생과 함께 12세의 나이로 앙그라교에 귀의하였다.
그러나, 여러 사제들에 의해 인정받기 시작한 그는 전대 칼리프였던 알 자힐리야로부터 광휘의 계승자라는 예언을 받고 그의 후계자로 선택되었으며 2년 전 불과 22세의 젊은 나이로 칼리프의 지위를 계승 받았다. 칼리프에 오른 그는 외척세력의 힘으로 술탄을 차지한 자신의 동생이자 현 술탄인 알 이스파히니를 부정하고 반란을 일으켜 전대 술탄 쉴레이만 5세의 장남으로서 자신의 권리를 주장하고 있다

## 크림슨 크루세이드

### 배경스토리-팬드래건의 내전
에스겔력 1272년~1275년사이 팬드래건 국왕 '클라우제비츠'는 아스타니아를 수복하고 2차에 걸친 투르원정을 감행한다. 병력과 장비의 열세에도 불구하고 투르의 수도 자비단을 점령하는 등 큰 전과를 거두었지만, 원정도중 클라우제비츠의 명령으로 전군이 돌연히 팬드래건으로 철수한다. 철수 뒤 클라우제비츠는 원정도중 투르의 포로수용소에서 구출한 엘리자베스의 동생 버몬트 대공, '죤 팬드래건'에게 대공의 작위를 하사하고, 왕권대리직을 맡긴 후 모습을 감춘다.
에스겔력 1281년, 섭정 버몬트대공은 귀족회의를 소집하여 투르에 대한 제3차 원정계획을 발표한다. 하지만, 아직 17세라는 어린 나이의 섭정인 버몬트 대공이 팬드래건의 모든 귀족들을 통솔하는 것은 무리가 있었을 뿐 아니라 지금의 왕권체제에 불만을 갖고있던 팬드래건 최고의 대 귀족 헤이스팅스 공작을 비롯한 일단의 귀족들이 이를 계기로 버몬트대공에 대해서 반기를 들게 된다.

#### 버몬트 대공
- 성우 - 구자형

17세. 전 왕인 윌리엄의 차남이자 엘리자베스 왕비의 남동생인 존 팬드래건이다. 10년 전 형인 필립이 왕위를 계승한 직후, 형과 함께 투르에 납치되어 많은 고난을 겪었으며 1275년에 클라우제비츠에 의해서 포로수용소에서 구조되어 팬드래건으로 돌아와 대공의 작위를 하사 받았으며 현재 팬드래건의 섭정을 맡고 있다.
타고난 전략가로 전투의 전략 전술에 모두 능하며 특히 상대방의 의향을 읽는 심리전에 뛰어난 그는 오랜 포로생활로 인해 냉혹하고 잔인한 성격으로 변모하였으며 특히 수용소에서의 탈출시도 도중 사망한 형의 죽음으로 인해 투르 제국에 강한 복수심을 갖고 있다.

#### 어윈 록슬리
- 성우 - 김준

42세. 참모. 제국의 리슐리외와는 친구 사이로, 국가가 발전하기 위해서는 강력한 권력을 지닌 군주에 의해서 중앙집권방식의 통치가 되어야 한다는 군주론의 지지자이다.
왕국을 대표 하는 달변가로, '피의 십자군 계획'을 버몬트대공과 함께 입안한다.

#### 죠엘 남작
- 성우 - 김기현

팬드래건 왕가에 대한 충성심이 강한 노장군. 성왕 라시드 시절부터 전쟁을 겪어온 그 자체가 '팬드래건의 전사'에 해당할 정도의 무인이다. 내전 초기, 팬드래건 왕성에 갇혔다가 탈출한 버몬트 대공을 보호하며 대공파가 반격을 할 수 있도록 시간을 벌어주었다. 투르에서의 수용 생활 이후 너무나도 변해버린 버몬트 대공의 성격에 대해서 매우 걱정하고 있다.

#### 롤랑 솔즈베리
- 성우 - 김장

17세. 죠엘의 손자. 할아버지인 죠엘 장군 곁에서 기사수업을 받고 있다. 활달하고 유쾌한 성격으로 사이가 좋지 않은 아버지와 할아버지 관계를 화해시키기 위해서 계속 노력 중이다.

#### 올리비에
과학마법연구소 출신의 파티마. 강화인간의 일종인 그녀는 고레벨의 마법을 일반인간보다 훨씬 자유롭게 구사할 수 있다. 강력한 마법력 대신에 인간적인 감정이나 판단력은 없는 상태이며, 자신의 주인으로 입력 받은 사람의 말을 철저하게 따르는 일종의 무기이다.

#### 레오나르도 엘핀스톤
- 성우 - 김민석

24세. 현재 팬드래건에서는 드문 존재인 마법사이다. 타고날 때부터 강력한 마법의 소양을 갖고 태어난 그는 작금의 과학마법연구소의 존재와 과학자들을 '마법의 수준을 낮춘' 존재들로 보고 있다. 버몬트 곁에서 '이상적인 왕국'을 만들기 위해서 노력하는 이상주의자이다.

## 아포칼립스

### 배경스토리-흑태자교의 등장과 황권의 강화
제피르 팰컨의 활약에 힘입어 로우엔의 프레데릭가를 중심으로 분열되었던 제국이 통일된 이후 크리스티나 여제의 영도하에 내실있는 성장을 거듭하던 게이시르 제국은 에스겔력 1276년, 오랫동안 분쟁을 계속해오던 비프로스트를 병합함으로써 마침내 안타리아의 서부 지역을 장악하고 제국을 통일하게 되어 흑태자 이후 최고의 전성기를 맞으며 전쟁으로 쇠퇴해가는 팬드래건을 능가하는 대국으로 성장한다. 크리스티나 여제는 제국의 통일 이후 급작스런 변화로 인한 혼란을 막기 위해서 지방의 영주들의 권한을 최대한 인정하고 종교적 자유를 보장해주었으나 이는 크리스티나 여제의 권력을 약화하는 결과를 초래하게 된다. 지방 영주들의 권한을 인정해주어 제국의 질서를 유지하려고 했던 그녀의 의도와는 달리 통일 이후에도 계속 강력한 권력을 쥐게 된 귀족들은 기즈 공작을 중심으로 반 황제파를 결성하고, 여기에 친 팬드래건 성향의 크리스티나 여제의 정책으로 인해 팬드래건과의 중계무역 에 큰 타격을 입어 쇠퇴하고 있던 그라나다 상단의 상주 마리아가 상단의 부흥을 위해 반 팬드래건 성향의 기즈 공작을 후원하면서 반 황제파의 세력은 점차 강대해지기 시작한다.
또한, 창세전쟁 이후 암흑교가 무너진 뒤 암흑교를 대신하고 있던 주신교 역시 창세전쟁의 비록이 암암리에 유포되면서 존재의의를 상실한 이후, 기존의 신앙체계가 완전히 붕괴하여 발생한 신앙의 공백으로 인해 제국 국민들이 겪던 정신적인 혼란을 틈타서 그들의 정서에 부합하는 각종 신흥종교들이 난립하게 되는데, 그중 가장 강력한 힘을 획득한 것이 선지자 시안이라는 자가 전파하고 있는 흑태자교였다. 흑태자교는 이미 예전부터 민간신앙으로부터 발전해온 흑태자 숭배사상과 투르제국의 국교인 앙그라교의 핵심 교의인 윤회사상을 결합하여 흑태자의 재림과 재림한 흑태자에 의한 기존 세계의 멸망과 새로운 세계의 창세, 즉 세계의 완전한 정화를 교리로 내세우고 있는 종교로서 과거 흑태자의 영광을 기억하며 그를 신봉하는 수많은 게이시르 제국 국민들에게 급속도로 전파되어 간다. 이후 시안은 교세 확장을 위하여 마침내 기즈 공작과 손을 잡게 되며, 이로써 흑태자교는 비프로스트를 중심으로 수많은 신자들을 모으게되어 황권에 도전할 정도의 거대한 세력으로 부상한다.
결국 크리스티나 여제는 자신의 자유주의적 통치와 신 세력들의 등장으로 인하여 정치적으로 점점 위기에 빠지게 되었으며 급기야 1280년 자신의 친위대장이었던 알바티니 데 메디치에 의해 인페르노 암살사건이 발생한다. 당시 알바티니의 동생인 크리스티앙이 형의 황제 암살 음모를 저지함으로써 그의암살기도는 미수에 그치지만, 이 사건을 시점으로 크리스티나 여제의 통치는 강력한 중앙집권위주로
돌아서게 되며, 제국수상 리슐리외의 주도로 황제직속의 ISS (Imperial Secret Service : 제국비밀경찰)가 실질적인 감시활동에 들어서면서 제국은 흑태자교와 그라나다 상단의 지원을 받는 반 황제파와 강력한 중앙집권을 추구하는 황제파에 의해 준 내전상태에 돌입한다.

### 등장인물

#### 크리스티앙 데 메디치
- 성우 - 강수진

18세. 제국공군으로 알바티니 데 메디치의 동생이다. 뛰어난 성적으로 제국군에 입대한 그는 입대성적에 비해서는 다소 평범한 군생활을 하던 도중, 형의 반역음모를 눈치채고 이를 인페르노에서 막아내게 된다.
쾌활하고 긍정적인 성격의 소유자로 인페르노 암살 사건을 막은 공로가 인정되어 리슐리외의 전격적 추천으로 ISS에 들어오게 된 이후로부터는 죠안 카트라이트와 함께 행동하게 된다.

#### 죠안 카트라이트
- 성우 - 이명선

17세. 구 비프로스트가 제국에 병합될 당시 발키리 소속이었던 그녀는 비프로스트 공국이 제국에 병합된 다음 제국소속의 임페리얼 발키리가 된다. 뛰어난 검술과 좋은 머리의 소유자로, 그녀의 능력이 눈에 띄어 ISS요원으로 추천을 받았다. ISS에 배치 받은 이후에는 크리스티앙과 다니면서 제국 전체에 걸쳐서 진행되고 있는 음모를 추적하고 있다.
그녀 또한 베라모드가 훗 날을 위한 안배인(시즈)이다.

#### 철가면
- 성우 - 홍시호

본명 클라우제비츠 팬드래건
창세기전 서풍의 광시곡에서 괴도 샤른호스트로 처음 등장했다.
창세기전 외전인 템페스트에선 클라우체비츠로 등장한다. 여기서 대천사 루시퍼의 환생임이 밝혀지고 마장기 세라프를 획득한다.
창세기전3 에서는 베라모드의 음모를 막기 위해 철가면이라는 명칭을 사용한다. 베라모드의 음모를 막기위해서 수사를 해나가지만 잘못된 예측으로 인해 살라딘을 베라모드의 수하로 오인하여 그를 곤경에 빠트리나 마지막엔 자기를 희생하며 안타리아의 운명을 짊어지려고 한다.

#### 루크 한센
철가면의 부하다.

#### 알바티니 데 메디치
- 성우 - 최원형

21세. 명문인 메디치가의 장남으로 크리스티나 여제의 친위대장. 뛰어난 실력과 메디치가라는 배경이 뒷받침되어 고속승진을 거듭, 약관의 나이에 황제 친위대장에 오른 실력자. 크리스티나 여제의 총애를 받던 그는 1280년 초에 흑태자교의 사주를 받아 인페르노에서 황제 납치 및 암살시도를 해서 주위를 경악하게 한다.
누구보다 충성심이 강하고 숭고한 이상주의자로 강직한 성격이었던 그가 반역을 하게 된 동기에 대해서는 알려진 바가 없다.

#### 크리스티나 여제
- 성우 - 임은정

32세. 로우엔의 영주였던 프레데릭경과 제국 추기경 체사레 보르자의 딸인 메르세데스 사이에서 태어난 장녀로서, 창세전쟁 이후 무너진 게이시르 제국을 재통일시킨 장본인. 무력을 가졌던 아버지와 재력과 권력을 가졌던 외할아버지의 유산을 물려받은 그녀는 15세 때에 비프로스트의 제국 침공을 막아내고 그 뒤 10여 년 만에 오히려 비프로스트를 병합하여 제국통일을 완성한다.
1280년에 있은 자신에 대한 반역사건인 '인페르노의 음모'사건 이후 그간의 노선을 변경하여 강경 중앙집권체제로 황제권의 강화에 힘을 쏟게 된다.